# Públio Mânlio Capitolino
Públio Mânlio Capitolino (em latim: Publius Manlius Capitolinus) foi um político da gente Mânlia nos primeiros anos da República Romana, eleito tribuno consular por duas vezes, em 379 e 367 a.C.. Foi também ditador em 368 a.C.

## Primeiro tribunato consular (379 a.C.)
Segundo Lívio, em 379 a.C., Públio Mânlio foi eleito tribuno com Lúcio Júlio Julo, Caio (ou Cneu) Mânlio Vulsão, Marco Albínio, Caio Sextílio e Lúcio Antíscio. Segundo os Fastos Capitolinos, foram eleitos ainda Públio Trebônio e Caio Erenúcio.
Este foi um ano para o qual foram eleitos um número igual de tribunos patrícios e plebeus.
Lúcio Júlio permaneceu em Roma enquanto o comando da campanha contra os volscos foi entregue, através de um procedimento extraordinário, a Públio Mânlio e seu irmão, Caio Mânlio. Apesar da inexperiência dos comandantes, a campanha só não terminou como uma derrota completa graças ao valor dos soldados romanos.

## Ditadura (368 a.C.)
Em 368 a.C., estava no auge a batalha política entre patrícios e plebeus sobre a definição do cenário político de Roma e a definição da questão dos débitos contraídos pelos plebeus (que, se não pagos, levavam à escravidão) quando os tribunos da plebe Caio Licínio Calvo Estolão e Lúcio Sêxtio Laterano lideraram as tribos a votarem as suas próprias propostas a favor da plebe, mesmo com o veto expresso dos demais tribunos da plebe, controlados pelos patrícios. O Senado então nomeou Camilo ditador pela quarta vez, nominalmente para dar conta de um ataque dos velétrios, mas principalmente para impedir a votação das leis de Licínio e Sêxtio.
Capitolino conseguiu, com sucesso, um acordo entre plebeus e patrícios e nomeou Caio Licínio como seu mestre da cavalaria, a primeira vez que um plebeu alcançou a posição.
A luta entre plebeus e patrícios arrastou-se com tons cada vez mais acesos e, no final do ano, Licínio e Sêxtio conseguiram que parte dos decênviros prepostos aos ritos sagrados fossem eleitos pelos plebeus. Mas  Camilo não conseguiu dissuadir os tribunos da plebe, argumentando a favor dos vetos dos colegas e pede demissão — segundo alguns, por que sua eleição não teria sido regular, segundo outros, por que temia a reação da plebe —, voltando a viver como cidadão privado.
Logo depois de sua demissão, o Senado elege Públio Mânlio como novo ditador.

## Segundo tribunato consular (367 a.C.)
Em 367 a.C., foi eleito novamente tribuno consular, desta vez com Marco Gegânio Macerino, Lúcio Vetúrio Crasso Cicurino, Marco Cornélio Maluginense, Públio Valério Potito Publícola e Aulo Cornélio Cosso.
Com a notícia do avanço dos gauleses, Marco Fúrio Camilo foi nomeado, pela quinta vez, ditador e passou a organizar ativamente a defesa de Roma. Os gauleses acamparam às margens do rio Ânio, trazendo consigo grande quantidade de espólios obtidos em seus saques. Perto deles, nos montes Albanos, Camilo percebeu que estavam desorganizados e entregues às celebrações. E, assim, pouco antes do anoitecer, a infantaria leve romana conseguiu desmantelar as defesas gaulesas e, logo atrás, a infantaria pesada e os lanceiros conseguiram aniquilar o inimigo.
Em Roma, os plebeus estavam convencidos sobre a proposta da dupla de cônsules, mas os patrícios não cediam e buscaram a proteção de Camilo. Os populistas tentaram prendê-lo, mas ele convocou antes uma sessão do Senado e convenceu os senadores a cederem à pressão popular, materializada pelos plebeus na Lex Licinia Sextia (367 a.C.). Um novo cargo na magistratura, aberto à patrícios e plebeus, o pretorado, foi criado pela mesma lei.